# Semi-marathon aux championnats d'Europe d'athlétisme
Pour un article plus général, voir Championnats d'Europe d'athlétisme.
Les épreuves de semi-marathon masculin et féminin figurent pour la première fois au programme des championnats d'Europe d'athlétisme en 2016 à Amsterdam.
Elles remplacent les épreuves de marathon qui ne sont plus disputés lors des années olympiques. À partir de 2025, l'épreuve est au programme des championnats d'Europe de course à pied.

## Palmarès

### Individuel

#### Hommes
| Édition | Or                                      | Argent                            | Bronze                        |
| ------- | --------------------------------------- | --------------------------------- | ----------------------------- |
| 2016    | Tadesse Abraham 1 h 2 min 03 s          | Kaan Kigen Özbilen 1 h 2 min 27 s | Daniele Meucci 1 h 2 min 38 s |
| 2024    | Yemaneberhan Crippa 1 h 1 min 03 s (CR) | Pietro Riva 1 h 1 min 04 s        | Amanal Petros 1 h 1 min 07 s  |

#### Femmes
| Édition | Or                                            | Argent                           | Bronze                               |
| ------- | --------------------------------------------- | -------------------------------- | ------------------------------------ |
| 2016    | Sara Moreira 1 h 10 min 19 s                  | Veronica Inglese 1 h 10 min 35 s | Jéssica Augusto 1 h 10 min 55 s      |
| 2024    | Karoline Bjerkeli Grøvdal 1 h 8 min 09 s (CR) | Joan Chelimo 1 h 8 min 55 s      | Calli Hauger-Thackery 1 h 8 min 58 s |

### Par équipes

#### Hommes
| Édition | Or                                                               | Argent                                                               | Bronze                                                                |
| ------- | ---------------------------------------------------------------- | -------------------------------------------------------------------- | --------------------------------------------------------------------- |
| 2016    | Suisse Tadesse Abraham Julien Lyon Adrian Lehmann 3 h 12 min 4 s | Espagne Carles Castillejo Jesús España Ayad Lamdassem 3 h 12 min 6 s | Italie Daniele Meucci Stefano La Rosa Ruggero Pertile 3 h 12 min 41 s |

#### Femmes
| Édition | Or                                                                    | Argent                                                               | Bronze                                                             |
| ------- | --------------------------------------------------------------------- | -------------------------------------------------------------------- | ------------------------------------------------------------------ |
| 2016    | Portugal Sara Moreira Jéssica Augusto Ana Dulce Félix 3 h 33 min 53 s | Italie Veronica Inglese Anna Incerti Rosaria Console 3 h 36 min 38 s | Turquie Esma Aydemir Sultan Haydar Sevilay Eytemiş 3 h 39 min 59 s |

## Records des championnats

### Hommes
| Temps         | Athlète             | Lieu      | Date            |
| ------------- | ------------------- | --------- | --------------- |
| 1 h 2 min 3 s | Tadesse Abraham     | Amsterdam | 10 juillet 2016 |
| 1 h 1 min 3 s | Yemaneberhan Crippa | Rome      | 9 juin 2024     |

### Femmes
| Temps           | Athlète                   | Lieu      | Date            |
| --------------- | ------------------------- | --------- | --------------- |
| 1 h 10 min 19 s | Sara Moreira              | Amsterdam | 10 juillet 2016 |
| 1 h 8 min 9 s   | Karoline Bjerkeli Grøvdal | Rome      | 9 juin 2024     |